# Association de fidèles
Pour les articles homonymes, voir association.
Une association de fidèles (anciennement pieuse union) est, dans le droit de l’Église catholique, un groupe de catholiques, laïcs ou pas, qui s’allient pour promouvoir ou favoriser une cause spirituelle ou doctrinale approuvée par l’Église, que ce soit leur propre progrès spirituel ou le bien des autres, ou pour se consacrer à une œuvre apostolique ou caritative définie. Une association de fidèles est présidée par un modérateur.
Elle peut, mais ne doit pas nécessairement, recevoir une approbation officielle des autorités ecclésiastiques. Si elle cherche une approbation au niveau universel et international de l'Église, celle-ci sera accordée par le Conseil pontifical pour les laïcs, au nom du Saint-Siège.

## Histoire
De telles associations existent depuis longtemps dans la vie de l’Église, sans doute depuis son origine. Elles eurent un grand épanouissement au Moyen Âge sous le nom de Confréries, Compagnies ou Guildes. Des confréries de pénitents ou de charité, ou Compagnies de la bonne mort, par exemple, existaient en beaucoup de paroisses. Beaucoup de ces associations à orientation spirituelle ou caritative se transformaient au fil des temps en congrégations religieuses.
Le Code de droit canonique de 1917 reconnait déjà les pieuses unions (du latin pia unio) et définit leur rôle (C. 716 CIC/1917).
Si, dans l'Église catholique, le XIXe siècle et la première moitié du XXe furent très ecclésiastiques, laissant peu d’autonomie aux laïcs, le concile Vatican II (1962-1965) redonna aux laïcs une place plus importante.
Cette reconnaissance de la place des laïcs dans la mission de l’Église et leur encouragement à participer activement à sa vie s’exprime d’abord dans la constitution Gaudium et Spes sur l’Église dans le monde moderne. De plus - une première dans l’histoire des conciles - un décret particulier, Apostolicam Actuositatem, donne des orientations spécifiques pour l’engagement apostolique des laïcs dans l’Église.
Cela donna une impulsion à l’efflorescence d’une variété d’associations diverses.
Dans l’exhortation apostolique Christifideles laici, du 30 décembre 1988, Jean-Paul II évoque « l'épanouissement de groupes, associations et mouvements spirituels s’engageant activement dans la vie de l'Église » dans les années qui ont suivi le concile Vatican II, « aboutissant à la naissance de diverses formes d’associations, groupes, communautés, mouvements ».
Depuis 2023, les prélatures personnelles sont assimilées, à des associations cléricales de droit pontifical ayant la faculté d'incardination de leurs membres. Ainsi, le statut juridique de l'unique prélature, l'Opus Dei, est rapproché de celui des associations de ce genre, comme la Communauté Saint Martin ou la Société Jean-Marie Vianney, sans pour autant que l'Opus Dei devienne une association,.

## Normes canoniques
Quatre chapitres du Titre V (Associations de fidèles du Christ) du deuxième Livre (Le peuple de Dieu) du code de droit canonique de 1983 traitent des associations de fidèles: ce sont les canons 298 à 329. Après avoir fixé des normes plus générales le texte fait une distinction entre associations publiques et associations privées.
Le président d'une association de fidèles porte le titre « modérateur », C. 309 CIC/83.
Les distinguant nettement des instituts de vie consacrée, le canon 298 évoque trois possibilités : les associations créées pour : 
- le soutien mutuel dans la poursuite de la sainteté personnelle
- la promotion du culte public et d’aspects doctrinaux de l’enseignement de l'Église
- la réalisation d’objectifs apostoliques, d’initiatives d’évangélisation, d’engagements religieux ou caritatifs dans le monde séculier, ou même pour une gestion des biens temporels dans une perspective évangélique.

Si l’association le souhaite une première reconnaissance comme « Association privée de fidèles » peut être accordée par l’autorité diocésaine. Celle-ci peut être transformée en « association publique de fidèles » si, au bout d’un certain temps l’évêque estime que l’association remplit ses objectifs. Après une période plus ou moins longue une approbation au niveau universel de l’Église peut être obtenue. Elle sera accordée par le Conseil pontifical pour les laïcs si l'association ne rassemble que des laïcs.
Le Saint-Siège et les évêques diocésains ont le droit et le devoir de surveiller la vie des associations et ce particulièrement dans deux domaines : l'intégrité de la foi et la morale et la discipline ecclésiastique (Canon 305). Une association ne peut s’appeler catholique qu’avec le consentement de l’autorité ecclésiastique compétente (Canon 300).
Les instituts de vie consacrée et sociétés de vie apostolique ne sont pas classés comme Associations de fidèles, mais un groupe de personnes souhaitant fonder un institut de vie religieuse passe généralement par le stade d’association de fidèles de droit diocésain, avant d’être reconnu universellement comme institut de vie consacrée.

## Liste
Le Conseil pontifical pour les laïcs publie une liste des associations catholiques internationales de fidèles officiellement reconnues par le Saint-Siège.
Une information de même nature peut être obtenue aux curies diocésaines en ce qui concerne les associations de droit diocésain.

## Quelques associations mieux connues
Les associations se déclarent communauté, groupe, mouvement, communion, société, union, etc.. Ces termes sont souvent interchangeables bien qu’ils expriment habituellement la manière personnelle dont est vécue l’appartenance individuelle à l’association.
- Œuvre pontificale de la propagation de la foi, fondée à Lyon par Pauline Jaricot, en 1822.
- Communion et libération, fondée en Italie par Luigi Giussani en 1954.
- Communauté de Sant’Egidio, fondée en Italie par  Andrea Riccardi, en 1968.
- l’Union internationale des guides et scouts d'Europe
- Cursillos de Cristiandad, fondé par Eduardo Bonin en Espagne dans les années 1940.
- les communautés de vie chrétienne (anciennement Congrégation de Notre-Dame), mouvement fondé au XVIe siècle par le jésuite Jean Leunis.
- La Société de Saint-Vincent-de-Paul, fondée à Paris en 1833 par Frédéric Ozanam.
- Pax Christi, un mouvement chrétien pour la paix fondé à Paris en 1945 par Mgr Pierre-Marie Théas.
- Mouvement des Focolari, fondé vers 1944 à Trente (Italie) par Chiara Lubich.
- L’Aide à l'Église en détresse, fondée à Tongerlo en 1947 par Werenfried van Straaten.
- Le Mouvement pour un Monde Meilleur, fondé en Italie par Riccardo Lombardi, en 1952.
- La Communauté Saint-Martin, fondé à Gênes par Jean-François Guérin, en 1976 (devenue par la suite association publique cléricale).
- La Communauté du Chemin neuf, fondée à Lyon par Laurent Fabre, en 1973.
- La Communauté de l'Emmanuel, fondée à Paris par Pierre Goursat, en 1976.
- les Fraternités de Charles de Foucauld, fondée en 1991.
- la Légion de Marie, fondée à Dublin, par Frank Duff, en 1921.
- Worldwide Marriage encounter, né à Barcelone, en 1960.
- Partage et rencontre, fondé à Nantes, par Jean-Yves Saunier en fondée en 2018
- Le Mouvement Sève, fondé par Marguerite Hoppenot en 1938

## Articles liés